# Zygmunt Gorgolewski

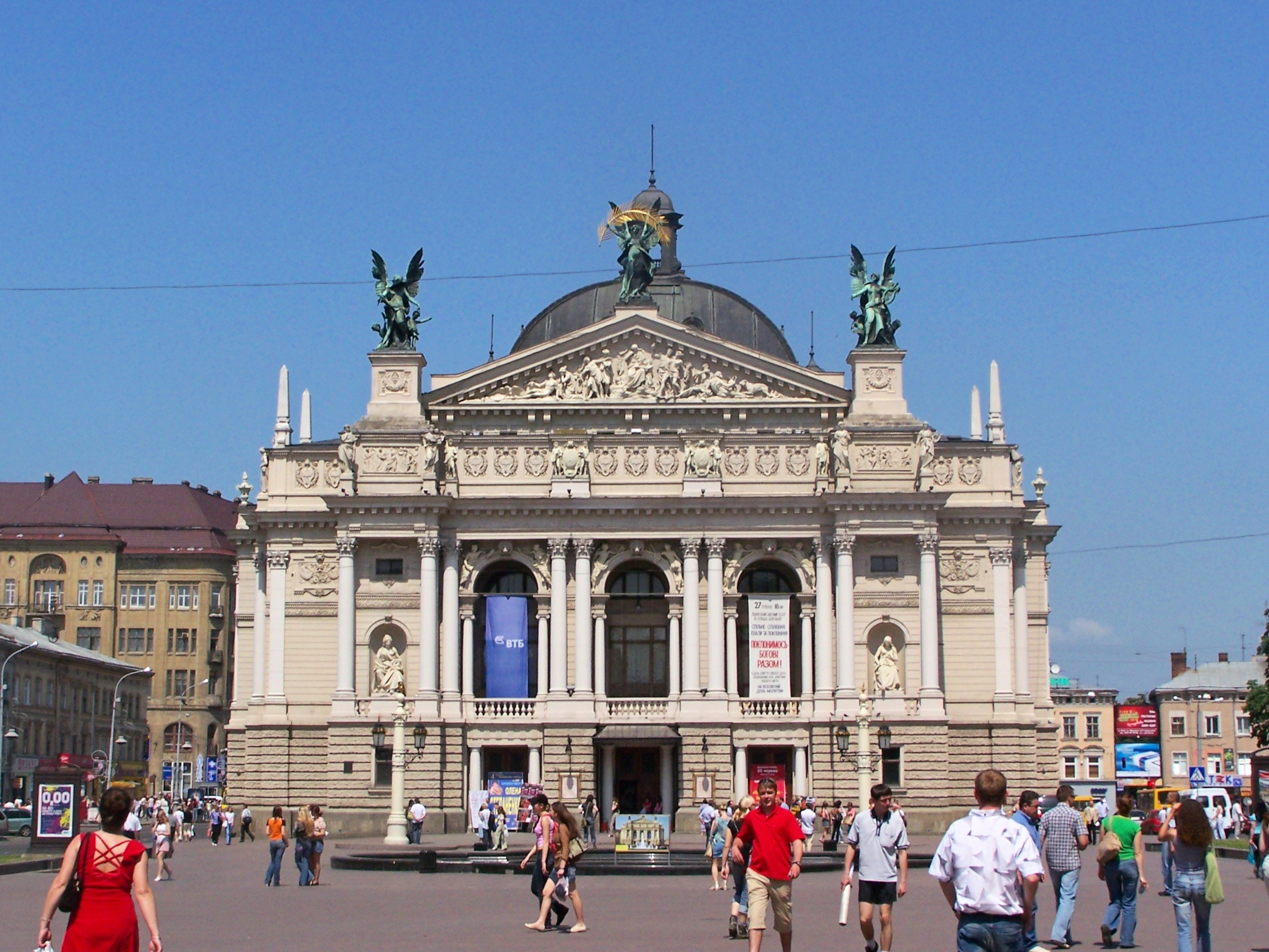
Teatr Wielki we Lwowie

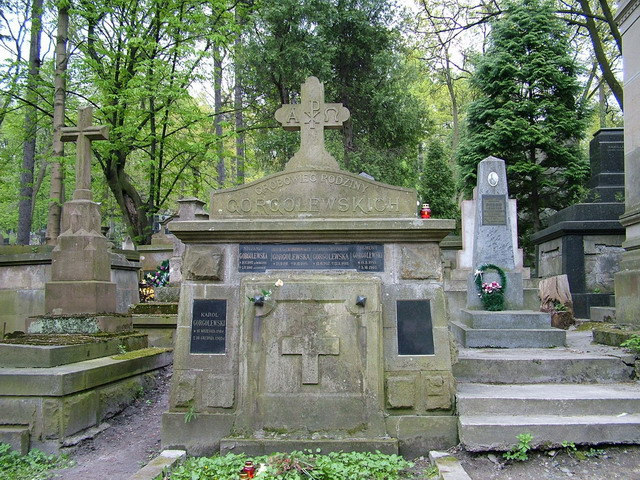
Grobowiec rodziny Gorgolewskich na cmentarzu Łyczakowskim

Zygmunt Gorgolewski (ur. 14 lutego 1845 w Solcu, zm. 5 lipca 1903 we Lwowie) – polski architekt, przedstawiciel historyzmu, jeden z najwybitniejszych polskich architektów epoki; od 1872 działał w Niemczech i Poznańskiem, od 1893 we Lwowie, gdzie w latach 1897–1900 wzniósł swoje najbardziej znane dzieło – Teatr Wielki we Lwowie.

## Życiorys
Gimnazjum ukończył w Poznaniu. W latach 1866–1871 studiował architekturę w królewskiej Akademii Budownictwa w Berlinie, po czym przez sześć lat był profesorem pomocniczym tej uczelni. Następnie pełnił funkcje: radcy w Ministerstwie Robót Publicznych (od 1877), architekta pałaców królewskich w Berlinie, królewskiego inspektora budowlanego w Halle (od 1885), a od 1891 pracował w Hildesheim. Dwukrotnie uczestniczył w konkursach na siedzibę Reichstagu: w 1872 spośród 105 zgłoszonych, jego pracę wraz z 19 innymi zakwalifikowano do ścisłej eliminacji, a dziesięć lat później otrzymał IV nagrodę. Z kolei pierwszą nagrodę otrzymał za projekt mostu cesarza Wilhelma.
W okresie studiów nadzorował budowę dworca hanowerskiego w Berlinie, następnie opracowywał plany przebudowy pałaców królewskich w Berlinie i Kilonii oraz rozbudowy stołecznych urzędów państwowych, klinik uniwersyteckich w Halle (Saale) i Bonn, zakładu kąpielowego w Bad Oeynhausen w Westfalii. Ponadto zaprojektował budynki sądów w Opolu i Olsztynie, a także więzienia w Świdnicy i Królewskiej Hucie (dzisiejszym Chorzowie).
W Poznańskiem przeprowadził m.in.:
- restaurację kościoła we Wrześni, zamku w Gołuchowie oraz Biblioteki w Kórniku,
- budowę pałacu Twardowskich w Kobylnikach
- powiększenie pałacu Kwileckich w Oporowie
- budowę zameczku Radziwiłła w Bagateli pod Ostrowem Wielkopolskim,
- budowę wieży kościelnej w Smogulcu oraz kaplicy pałacowej dla Czapskich.
- budowę gmachu Poznańskiego Towarzystwa Przyjaciół Nauk w Poznaniu oraz domów mieszkalnych przy ówczesnej ulicy Berlińskiej (dziś 27 grudnia), naprzeciw Teatru Polskiego.

Przy okazji prac renowacyjnych w zamku Ferdynanda Radziwiłła w Ołyce na Wołyniu, po raz pierwszy odwiedził Kraków, Lwów, Kijów i Wilno. Odbył też podróże do Paryża, Włoch, Niemiec i Austrii, gdzie najbardziej interesował się zabytkami z czasów renesansu, który wywarł największy wpływ na jego własny styl architektoniczny.
W 1875 roku wziął udział w konkursie na gmach Sejmu Galicyjskiego we Lwowie (po I wojnie światowej stanowiącego siedzibę Uniwersytetu Jana Kazimierza). Jego projekt w opinii prasy i fachowców uznany został za najdoskonalszy, ale nie został ostatecznie skierowany do realizacji. Później Gorgolewski sam niejednokrotnie zasiadał w sądach konkursowych, decydujących o kształcie i autorstwie teatru krakowskiego (1889), kasy oszczędnościowej w Czerniowcach, kościoła św. Elżbiety we Lwowie.
W 1874 roku ożenił się z Marianną Cybulską, która zmarła dwa lata po ślubie. W 1879 roku ożenił się po raz drugi z Antoniną Hulewicz, pochodzącą ze znanego rodu wielkopolskiego z Kościanek. W 1893 roku przeprowadził się do Lwowa, gdzie objął dyrekcję miejscowej C.K. Państwowej Szkoły Przemysłowej. Na decyzji tej w znacznej mierze zaważył fakt, że owdowiawszy 4 lata wcześniej, postanowił zapewnić osieroconym córkom patriotyczne wychowanie w polskiej szkole, a podówczas było to znacznie ułatwione w autonomicznej Galicji.
W 1896 roku zwyciężył w konkursie na nowy Teatr Miejski we Lwowie, pokonując twórcę teatru krakowskiego – Jerzego Feintucha-Zawiejskiego. Aby uniknąć posądzenia o wykorzystywanie zajmowanej pozycji i stanowiska, swój projekt przygotowywał w najgłębszej tajemnicy i przesłał z Lipska.
C.k. radca rządu, członek Dyrekcji Towarzystwa Sztuk Pięknych we Lwowie.
Pochowany w alei zasłużonych cmentarza Łyczakowskiego (naprzeciw grobu Marii Konopnickiej).